# Sketches of Satie
Sketches of Satie is een studioalbum van John Hackett en Steve Hackett. Het zijn bewerkingen van muziek van Erik Satie. Om een en ander te kunnen spelen zoals Satie het bedoeld had, moest Hackett de snarensetting op zijn gitaar aanpassen.  

## Musici
- John Hackett- dwarsfluit
- Steve Hackett – gitaar

## Muziek
| Nr. | Titel                                                 | Duur |
| --- | ----------------------------------------------------- | ---- |
| 1.  | Gnossienne nr. 3                                      | 2:24 |
| 2.  | Gnossienne nr. 2                                      | 1:56 |
| 3.  | Gnossienne nr. 1                                      | 3:18 |
| 4.  | Gymnopédie nr. 3                                      | 2:36 |
| 5.  | Gymnopédie nr. 2                                      | 2:52 |
| 6.  | Gymnopédie nr. 1                                      | 3:55 |
| 7.  | Pieces froides nr. 1 (airs à faire fuir I)            | 2:46 |
| 8.  | Pieces froides nr. 1 (airs à faire fuir II)           | 1:36 |
| 9.  | Pieces froides nr. 2 (danse de travers II)            | 2:05 |
| 10. | Avant dernières pensées (idylle à Claude Debussy)     | 0:57 |
| 11. | Avant dernières pensées (Aubade à Paul Dukas)         | 1:11 |
| 12. | Avant dernières pensées (méditation à Albert Roussel) | 0:50 |
| 13. | Gnossienne nr. 4                                      | 2:41 |
| 14. | Gnossienne nr. 5                                      | 3:20 |
| 15. | Gnossienne nr. 6                                      | 1:41 |
| 16. | Nocturnes nr. 1                                       | 3:31 |
| 17. | Nocturnes nr. 2                                       | 2:14 |
| 18. | Nocturnes nr. 3                                       | 3:36 |
| 19. | Nocturnes nr. 4                                       | 2:49 |
| 20. | Nocturnes nr. 5                                       | 2:27 |